# 1921年
1921年（1921 ねん）は、西暦（グレゴリオ暦）による、土曜日から始まる平年。大正10年。

## 他の紀年法
- 干支：辛酉
- 日本（月日は一致）
  - 大正10年
  - 皇紀：2581年
- 中国（月日は一致）
  - 中華民国10年
- 朝鮮（月日は一致）
  - 檀紀4254年
  - 主体10年
- 阮朝（ベトナム）
  - 啓定5年11月23日 - 啓定6年12月3日
- モンゴル国
  - 共戴11年1月14日（グレゴリオ暦2月21日） - 12月3日
- 仏滅紀元：2463年 - 2464年
- イスラム暦：1339年4月20日 - 1340年5月1日
- ユダヤ暦：5681年4月21日 - 5682年3月30日
- 修正ユリウス日(MJD)：22690 - 23054
- リリウス日(LD)：123531 - 123895

※檀紀は、大韓民国で1948年に法的根拠を与えられたが、1962年からは公式な場では使用されていない。

※主体暦は、朝鮮民主主義人民共和国で1997年に制定された。

## カレンダー
| 1月 |    |    |    |    |    |    |
| 日  | 月 | 火 | 水 | 木 | 金 | 土 |
|     |    |    |    |    |    | 1  |
| 2   | 3  | 4  | 5  | 6  | 7  | 8  |
| 9   | 10 | 11 | 12 | 13 | 14 | 15 |
| 16  | 17 | 18 | 19 | 20 | 21 | 22 |
| 23  | 24 | 25 | 26 | 27 | 28 | 29 |
| 30  | 31 |    |    |    |    |    |
|     |    |    |    |    |    |    |

| 2月 |    |    |    |    |    |    |
| 日  | 月 | 火 | 水 | 木 | 金 | 土 |
|     |    | 1  | 2  | 3  | 4  | 5  |
| 6   | 7  | 8  | 9  | 10 | 11 | 12 |
| 13  | 14 | 15 | 16 | 17 | 18 | 19 |
| 20  | 21 | 22 | 23 | 24 | 25 | 26 |
| 27  | 28 |    |    |    |    |    |
|     |    |    |    |    |    |    |

| 3月 |    |    |    |    |    |    |
| 日  | 月 | 火 | 水 | 木 | 金 | 土 |
|     |    | 1  | 2  | 3  | 4  | 5  |
| 6   | 7  | 8  | 9  | 10 | 11 | 12 |
| 13  | 14 | 15 | 16 | 17 | 18 | 19 |
| 20  | 21 | 22 | 23 | 24 | 25 | 26 |
| 27  | 28 | 29 | 30 | 31 |    |    |
|     |    |    |    |    |    |    |

| 4月 |    |    |    |    |    |    |
| 日  | 月 | 火 | 水 | 木 | 金 | 土 |
|     |    |    |    |    | 1  | 2  |
| 3   | 4  | 5  | 6  | 7  | 8  | 9  |
| 10  | 11 | 12 | 13 | 14 | 15 | 16 |
| 17  | 18 | 19 | 20 | 21 | 22 | 23 |
| 24  | 25 | 26 | 27 | 28 | 29 | 30 |
|     |    |    |    |    |    |    |

| 5月 |    |    |    |    |    |    |
| 日  | 月 | 火 | 水 | 木 | 金 | 土 |
| 1   | 2  | 3  | 4  | 5  | 6  | 7  |
| 8   | 9  | 10 | 11 | 12 | 13 | 14 |
| 15  | 16 | 17 | 18 | 19 | 20 | 21 |
| 22  | 23 | 24 | 25 | 26 | 27 | 28 |
| 29  | 30 | 31 |    |    |    |    |
|     |    |    |    |    |    |    |

| 6月 |    |    |    |    |    |    |
| 日  | 月 | 火 | 水 | 木 | 金 | 土 |
|     |    |    | 1  | 2  | 3  | 4  |
| 5   | 6  | 7  | 8  | 9  | 10 | 11 |
| 12  | 13 | 14 | 15 | 16 | 17 | 18 |
| 19  | 20 | 21 | 22 | 23 | 24 | 25 |
| 26  | 27 | 28 | 29 | 30 |    |    |
|     |    |    |    |    |    |    |

| 7月 |    |    |    |    |    |    |
| 日  | 月 | 火 | 水 | 木 | 金 | 土 |
|     |    |    |    |    | 1  | 2  |
| 3   | 4  | 5  | 6  | 7  | 8  | 9  |
| 10  | 11 | 12 | 13 | 14 | 15 | 16 |
| 17  | 18 | 19 | 20 | 21 | 22 | 23 |
| 24  | 25 | 26 | 27 | 28 | 29 | 30 |
| 31  |    |    |    |    |    |    |
|     |    |    |    |    |    |    |

| 8月 |    |    |    |    |    |    |
| 日  | 月 | 火 | 水 | 木 | 金 | 土 |
|     | 1  | 2  | 3  | 4  | 5  | 6  |
| 7   | 8  | 9  | 10 | 11 | 12 | 13 |
| 14  | 15 | 16 | 17 | 18 | 19 | 20 |
| 21  | 22 | 23 | 24 | 25 | 26 | 27 |
| 28  | 29 | 30 | 31 |    |    |    |
|     |    |    |    |    |    |    |

| 9月 |    |    |    |    |    |    |
| 日  | 月 | 火 | 水 | 木 | 金 | 土 |
|     |    |    |    | 1  | 2  | 3  |
| 4   | 5  | 6  | 7  | 8  | 9  | 10 |
| 11  | 12 | 13 | 14 | 15 | 16 | 17 |
| 18  | 19 | 20 | 21 | 22 | 23 | 24 |
| 25  | 26 | 27 | 28 | 29 | 30 |    |
|     |    |    |    |    |    |    |

| 10月 |    |    |    |    |    |    |
| 日   | 月 | 火 | 水 | 木 | 金 | 土 |
|      |    |    |    |    |    | 1  |
| 2    | 3  | 4  | 5  | 6  | 7  | 8  |
| 9    | 10 | 11 | 12 | 13 | 14 | 15 |
| 16   | 17 | 18 | 19 | 20 | 21 | 22 |
| 23   | 24 | 25 | 26 | 27 | 28 | 29 |
| 30   | 31 |    |    |    |    |    |
|      |    |    |    |    |    |    |

| 11月 |    |    |    |    |    |    |
| 日   | 月 | 火 | 水 | 木 | 金 | 土 |
|      |    | 1  | 2  | 3  | 4  | 5  |
| 6    | 7  | 8  | 9  | 10 | 11 | 12 |
| 13   | 14 | 15 | 16 | 17 | 18 | 19 |
| 20   | 21 | 22 | 23 | 24 | 25 | 26 |
| 27   | 28 | 29 | 30 |    |    |    |
|      |    |    |    |    |    |    |

| 12月 |    |    |    |    |    |    |
| 日   | 月 | 火 | 水 | 木 | 金 | 土 |
|      |    |    |    | 1  | 2  | 3  |
| 4    | 5  | 6  | 7  | 8  | 9  | 10 |
| 11   | 12 | 13 | 14 | 15 | 16 | 17 |
| 18   | 19 | 20 | 21 | 22 | 23 | 24 |
| 25   | 26 | 27 | 28 | 29 | 30 | 31 |
|      |    |    |    |    |    |    |

## できごと

### 1月
- 1月15日 - 三菱電機設立（三菱造船からの分離独立）。

### 2月
- 2月20日 - ペルシアでレザー・ハーンがクーデターを起こす。
- 2月21日 - モンゴル駐留中華民国軍を撃破した白軍ウンゲルンの占領下でボグド・ハーン政権が復活。

### 3月
- 3月3日 - 日本の皇太子裕仁親王（後の昭和天皇）がヨーロッパ歴訪に出発。（皇太子裕仁親王の欧州訪問）
- 3月4日 - ウオレン・G・ハーディングが第29代米大統領に就任。
- 3月8日 - ロシア共産党が新経済政策（ネップ）を採用する。
- 3月13日 - モンゴル人民党がキャフタで臨時人民政府樹立。
- 3月18日 - ポーランドとソビエト連邦の間でリガ条約が結ばれる。ポーランドは西ウクライナと西ベラルーシを、ソ連は残りのウクライナとベラルーシを併合し、ウクライナ人民共和国政府はフランスに亡命した。

### 4月
- 4月5日 - 平明丸事件（同年10月19日終結）
- 4月8日 - 国有財産法・借地法・借家法公布。
- 4月11日 - 日本でメートル法公布。
- 4月14日 - 軌道法公布。
- 4月15日 - 羽仁もと子・羽仁吉一夫婦により自由学園設立。
- 4月21日 - 神戸購買組合（日本初の市民による生活協同組合、後の生活協同組合コープこうべ）設立。
- 4月24日 - 赤瀾会結成（日本初の女性による社会主義団体）。
- 4月24日 - 西村伊作・与謝野晶子・与謝野鉄幹らにより文化学院設立。

### 5月
- 5月5日 - フランス・パリでココ・シャネルが、調香師のエルネスト・ボーを起用し、シャネル初の香水「NO.5」を発売する。
- 5月20日 － 旧区制廃止、旧区に該当していた県庁所在自治体などが市制施行。

### 6月
- 6月3日 - 東京市電運転手連続殺傷事件が起こる。
- 6月7日 - ルーマニア・ユーゴスラビア相互援助条約が締結される。
- 臨時国語調査会制発布（会長森鷗外，委員上田萬年ら）

### 7月
- 7月11日 - モンゴル人民革命。ウルガでボグド・ハーンを制限君主に推戴する人民政府樹立。
- 7月15日・17日 - イラクのバスラで最高気温53.8℃を観測[注 1]。
- 7月17日 - ラッセル来日（改造社の招聘）
- 7月22日 - 第3次リーフ戦争: アンワールの戦いでスペイン軍がリーフ共和国軍に敗退。
- 7月23日 - 上海で中国共産党の創立大会が開催される。

### 8月
- 8月10日 - フランクリン・ルーズベルトがカナダ・カンポベロ島の別荘でポリオを発症し、のちの生涯で下半身を不自由にする。

### 9月
- 9月1日 - 大塚製薬工場（大塚グループの源流会社）設立
- 9月10日 - イングランド・サッカー協会からの銀製カップ寄贈を契機に大日本蹴球協会（後の日本サッカー協会）創立[2]
- 9月17日 - 軍備縮小同志会結成（尾崎行雄・吉野作造ら）

### 10月
- 10月11日 - 天藤製薬株式会社（当初の社名:天藤薬化学研究所）を会社設立。
- 10月23日 - ハンガリー王国でオーストリア＝ハンガリー帝国皇帝カール1世が逮捕される（カール1世の復帰運動が失敗）。

### 11月
- 11月4日 - 原敬首相が東京駅で刺殺される（原敬暗殺事件）。
- 11月12日 - ワシントン会議開催（〜1922年2月6日）
- 11月13日 - 高橋内閣成立
- 11月25日 - 皇太子裕仁親王（後の昭和天皇）が摂政に就任。
- 11月26日 - ア式蹴球全國優勝競技會（第1回天皇杯全日本サッカー選手権大会）開幕。

### 12月
- 12月13日 - ワシントン会議で日本・米国・英国・フランスの四か国条約が調印される。日英同盟が廃棄される。
- 12月24日 - 第45議会召集。

### 日付不詳
- 1月 - 阿部次郎、論文「人生批評の原理としての人格主義的見地」 （中央公論）。
- 3月 - 倉田百三「愛と認識との出発」。
- 5月 - ロンドン会議で連合国の対ドイツ賠償の総額が1320億金マルクに決定される。
- 10月 - 国際ペンクラブ、ロンドンにて結成。
- 12月 - 出隆「哲学以前」。
- 魯迅『阿Q正伝』。
- 小川未明『赤い蝋燭と人魚』。
- ルートヴィヒ・ウィトゲンシュタイン『論理哲学論考』。
- 西南学院高等部ができる。
- 浜松市でナウマン象の化石が発掘される。
- 宮中某重大事件の決着。
- アンドリュー・オルセンがホップアップ式ティッシュを考案。

## 芸術・文化・ファッション
- 1921年のスポーツ
- 1921年の音楽

## 誕生

### 1月
- 1月1日 - 渡辺博之、プロ野球選手（+ 1990年）
- 1月1日 - セザール・バルダッチーニ、彫刻家・現代美術家（+ 1998年）
- 1月2日 -スマイリー小原、ジャズミュージシャン（+ 1984年）
- 1月5日 - 土井勝、料理研究家（+ 1995年）
- 1月11日 - 谷桃子、バレリーナ（+ 2015年）
- 1月12日 - 木村勉、元プロ野球選手（+ 生死不明）
- 1月12日 - 北田卓史、イラストレーター（+ 1992年）
- 1月12日 - 三國一朗、放送タレント・エッセイスト（+ 2000年）
- 1月14日 - 岩本章、プロ野球選手（+ 1993年）
- 1月15日 - 坂元義一、プロ野球選手（+ 1995年）
- 1月16日 - 山田潔、プロ野球選手（+ 1984年）
- 1月16日 - 上山春平、哲学者（+ 2012年）
- 1月17日 - 糸居五郎、ディスクジョッキー・ニッポン放送アナウンサー（+ 1984年）
- 1月18日 - 南部陽一郎、理論物理学者（+ 2015年）
- 1月20日 - 吉田正、作曲家（+ 1998年）
- 1月23日 - シルビオ・ガザニガ、彫刻家（+ 2016年）
- 1月25日 - アルフレッド・リード、作曲家、指揮者 （+ 2005年）
- 1月26日 - 盛田昭夫、技術者、実業家、ソニー創設者（+ 1999年）
- 1月26日 - 岩本信一、プロ野球選手、プロ野球審判員（+ 2000年）
- 1月30日 - 河野寿一、映画監督 （+ 1984年）

### 2月
- 2月1日 - 中田金一、元プロ野球選手（+ 2008年）
- 2月4日 - ロトフィ・ザデー、数学者・工学者  (+ 2017年)
- 2月8日 - 吉水幸夫、元プロ野球選手（+ 生死不明）
- 2月9日 - コンスタンス・キーン、ピアニスト・音楽教師（+ 2005年）
- 2月9日 - 庄野潤三、小説家（+ 2009年）
- 2月11日 - コリンヌ・リュシェール、女優（+ 1950年）
- 2月11日 - エドワード・G・サイデンステッカー、日本文学研究家（+ 2007年）
- 2月13日 - ジャンヌ・ドゥメッシュー（ドゥメシュ）、オルガニスト・ピアニスト・作曲家（+ 1968年）
- 2月15日 - 桜むつ子、女優（+ 2005年）
- 2月15日 - 斎藤眞、政治学者（+ 2008年）
- 2月15日 - 中村錦司、俳優（+ 生死不明）
- 2月16日 - 華国鋒、政治家（+ 2008年）
- 2月19日 - アン・サヴェージ、女優（+ 2008年）
- 2月20日 - ルース・ギップス、作曲家（+ 1999年）
- 2月21日 - ジョン・ロールズ、哲学者（+ 2002年）
- 2月22日 - 山下元利、政治家（+ 1994年）
- 2月22日 - 三宅宅三、プロ野球選手（+ 2006年）

### 3月
- 3月2日 - 三隅研次、映画監督（+ 1975年）
- 3月3日 - 福井英一、漫画家（+ 1954年）
- 3月4日 - 槇枝元文、教育者・労働運動家、総評議長（+ 2010年）
- 3月6日 - 岩橋利男、プロ野球選手（+ 生死不明）
- 3月7日 - 藤原審爾、小説家（+ 1984年）
- 3月8日 - シド・チャリシー、女優・ダンサー（+ 2008年）
- 3月9日 - 古家武夫、プロ野球選手（+ 2014年）
- 3月11日 - アストル・ピアソラ、バンドネオン奏者（+ 1992年）
- 3月11日 - 福井敏雄、お天気キャスター（+ 2005年）
- 3月15日 - 福島菊次郎、写真家（+ 2015年）
- 3月15日 - 貝谷八百子、バレエダンサー・振付師（+ 1991年）
- 3月15日 - 岡本三男、プロ野球選手（+ 生死不明）
- 3月21日 - アルテュール・グリュミオー、ヴァイオリニスト（+ 1986年）
- 3月23日 - ジェイムズ・ブリッシュ、SF作家（+ 1975年）
- 3月24日 - 小峰元、小説家（+ 1994年）
- 3月24日 - ワシリー・スミスロフ、第8代チェスの公式世界チャンピオン（+ 2010年）
- 3月31日 - ローウェル・フルソン、アメリカ合衆国のブルース・ミュージシャン（+ 1999年）

### 4月
- 4月1日 - 滝平二郎、切り絵画家・版画家（+ 2009年）
- 4月5日 - 聶元梓、中華人民共和国の政治家 (+ 2019年)
- 4月8日 - 今福将雄、俳優（+ 2015年）
- 4月8日 - フランコ・コレッリ、テノール歌手（+ 2003年）
- 4月9日 - イツハク・ナヴォン、政治家・外交官・劇作家（+ 2015年）
- 4月11日 - 山根寿子、女優（+ 1990年）
- 4月16日 - ピーター・ユスティノフ、作家・俳優・映画監督（+ 2004年）
- 4月19日 - 坂本茂、プロ野球選手（+ 1989年）
- 4月20日 - 犬養道子、評論家（+ 2017年[3]）
- 4月23日 - ウォーレン・スパーン、メジャーリーガー（+ 2003年）
- 4月25日 - カレル・アペル、画家（+ 2006年）
- 4月25日 - 松井信勝、プロ野球選手（+ 没年不詳）
- 4月28日 - 藤田喬平、ガラス工芸家（+ 2004年）

### 5月
- 5月1日 - 一言多十、プロ野球選手（+ 2010年）
- 5月4日 - 山田光一、俳優（+ 生死不明）
- 5月7日 - 川崎徳次、プロ野球選手（+ 2006年）
- 5月7日 - 荒松雄、歴史学者・推理作家（+ 2008年）
- 5月9日 - モートン・カプラン、国際関係論研究者 ( +2017年)
- 5月9日 - 村松長太郎、プロ野球選手（+ 1944年）
- 5月12日 - ヨーゼフ・ボイス、現代美術家・教育者・社会活動家（+ 1986年）
- 5月13日 - 由利徹、喜劇俳優（+ 1999年）
- 5月17日 - デニス・ブレイン、ホルン奏者（+ 1957年）
- 5月19日 - 相田暢一、野球選手、アマチュア野球指導者（+ 2012年）
- 5月20日 - 三上晃、日本相対磁波研究所所長　（+ 2004年）
- 5月20日 - ハル・ニューハウザー、メジャーリーガー（+ 1998年）
- 5月21日 - アンドレイ・サハロフ、理論物理学者（+ 1989年）
- 5月24日 - 猪子利男、プロ野球選手（+ 1998年）
- 5月25日 - ハル・デイヴィッド、作詞家（+ 2012年[4]）
- 5月25日 - ジャック・シュタインバーガー、物理学者（+ 2020年）
- 5月27日 - 村上信夫、フランス料理シェフ、元帝国ホテル顧問（+ 2005年）

### 6月
- 6月2日 - カリンティ・フェレンツ、作家・ジャーナリスト・翻訳家（+ 1992年）
- 6月7日 - 十返千鶴子、随筆家（+ 2006年）
- 6月8日 - スハルト、インドネシア第2代大統領（+ 2008年）
- 6月10日 - エディンバラ公フィリップ、英国女王・エリザベス2世の夫 (+ 2021年)
- 6月14日 - 石元泰博、写真家（+ 2012年）
- 6月14日 - 春日俊二、俳優（+ 没年不明）
- 6月17日 - アール・ハモンド、俳優・声優（+ 2002年）
- 6月19日 - パトリシア・ライトソン、児童文学作家（+ 2010年）
- 6月19日 - 津田延代、女優、声優（+ 2019年）
- 6月20日 - 三ヶ月章、法学者、法務大臣（+ 2010年）
- 6月21日 - ジェーン・ラッセル、女優（+ 2011年）
- 6月22日 - 松本利一、プロ野球選手（+ 戦死）
- 6月25日 - 大橋智干、プロ野球選手（+ 没年不詳）
- 6月28日 - ナラシマ・ラオ、インドの首相（+ 2004年）
- 6月30日 - 伊勢川真澄、プロ野球選手（+ 1996年）

### 7月
- 7月4日 - ティボール・ヴァルガ、ヴァイオリニスト・指揮者（+ 2003年）
- 7月7日 - 小嶋仁八郎、プロ野球選手、高校野球指導者（+ 1999年）
- 7月8日 - 多田文久三、プロ野球選手（+ 2006年）
- 7月9日 - 山中貞則、政治家（+ 2004年）
- 7月18日 - ジョン・グレン、元戦闘機パイロット、宇宙飛行士、政治家（+ 2016年）
- 7月18日 - 桑名重治、元プロ野球選手（+ 生死不明）
- 7月19日 - 保井浩一、プロ野球選手（+ 2001年）
- 7月19日 - 古角俊郎、高校野球指導者（+ 2013年）
- 7月21日 - 土井垣武、プロ野球選手（+ 1999年）
- 7月27日 - 古谷法夫、元プロ野球選手（+ 生死不明）
- 7月31日 - ピーター・ベネンソン、イギリスの弁護士、アムネスティ・インターナショナル設立者（+ 2005年）
- 7月31日 - 藤原弘達、政治学者・評論家（+ 1999年）

### 8月
- 8月1日 - 大森荘蔵、哲学者・東大教養学部教授（+ 1997年）
- 8月9日 - ローラ・ボベスコ、ヴァイオリニスト（+ 2003年）
- 8月9日 - 池田久之、プロ野球選手（+ 1944年）
- 8月10日 - 木村孝平、プロ野球選手（+ 戦死）
- 8月11日 - フレデリック・マイヤー、教育学者・哲学者（+ 2006年）
- 8月16日 - 増田卓、元プロ野球選手（+ 1986年）
- 8月22日 - 土田晃透、明治生命保険社長（+ 2008年）
- 8月23日 - ケネス・アロー、経済学者（+ 2017年）
- 8月27日 - 荒木正、プロ野球選手（+ 生死不明）

### 9月
- 9月1日 - 西沢道夫、プロ野球選手、監督（+ 1977年）
- 9月3日 - 鈴木美嶺、野球選手、アマチュア野球審判、アマチュア野球公式記録員（+ 1991年）
- 9月12日 - スタニスワフ・レム、SF作家（+ 2006年）
- 9月19日 - 利根山光人、美術家・画家（+ 1994年）
- 9月21日 - パウロ・フレイレ、教育者（+ 1997年）
- 9月21日 - 王光美、劉少奇の妻（+ 2006年）
- 9月23日 - 布施正、調教師（+ 2001年）
- 9月24日 - 深緑夏代、シャンソン歌手（+ 2009年）
- 9月28日 - 曲直部寿夫、心臓外科医（+ 1996年）
- 9月30日 - デボラ・カー、女優（+ 2007年）
- 9月30日 - 並木路子、歌手（+ 2001年）

### 10月
- 10月1日 - 三代目・江戸家猫八、ものまね師（+ 2001年）
- 10月2日 - 大島信雄、プロ野球選手（+ 2005年）
- 10月3日 - 仲住芳雄、競馬騎手、調教師（+ 2004年）
- 10月6日 - 沢田一精、元熊本県知事（+ 2016年）
- 10月9日 - 小前博文、プロ野球選手（+ 2000年）
- 10月10日 - 手塚明治、プロ野球選手（+ 2018年）
- 10月13日 - 塩川正十郎、政治家、元国務大臣、関西棋院理事長、東洋大学総長（+ 2015年)[5]
- 10月13日 - イブ・モンタン、俳優・シャンソン歌手（+ 1991年）
- 10月14日 - 由良三郎、推理作家（+ 2004年）
- 10月14日 - 上原重太郎、大日本帝國陸軍軍人(最終階級:陸軍大尉)・宮城事件の森赳近衛第1師団長殺害事件の首謀者の一人(敗戦後に自決)（+ 1945年）
- 10月16日 - 上田繁潔、元奈良県知事（+ 2011年）
- 10月18日 - ジェシー・ヘルムズ、共和党の政治家（+ 2008年）
- 10月19日 - 神風正一、力士（+ 1990年）
- 10月21日 - マルコム・アーノルド、作曲家（+ 2006年）
- 10月27日 - 永井秀明、俳優（+ 2002年）
- 10月28日 - 東富士欽壹、大相撲第40代横綱（+ 1973年）
- 10月30日 - タル・アバーナシー、メジャーリーガー（+ 2001年）

### 11月
- 11月3日 - チャールズ・ブロンソン、俳優（+ 2003年）
- 11月5日 - ジョルジュ・シフラ、ピアニスト（+ 1994年）
- 11月10日 - 北野隆興、実業家（+ 2001年）
- 11月11日 - 大西寛介、プロ野球選手（+ 1987年）
- 11月13日 - 三輪八郎、プロ野球選手（+ 1944年）
- 11月14日 - 黒岩保美、鉄道イラストレーター、編集者（+ 1998年）
- 11月15日 - 渡辺絢吾、プロ野球選手（+ 生死不明）
- 11月18日 - 楠宏、地球物理学者、地理学者（+ 2021年）
- 11月19日 - ロイ・キャンパネラ、メジャーリーガー（+ 1993年）
- 11月19日 - アンダ・ゲーザ、ピアニスト（+ 1976年）
- 11月20日 - 善川三朗、宗教家、幸福の科学創始者大川隆法の父 (+ 2003年)
- 11月21日 - 三輪裕章、プロ野球選手（+ 1990年）
- 11月23日 - 厚見峻、大日本帝國海軍軍人(最終階級:海軍少尉)(真珠湾攻撃の大日本帝國海軍側戦死者の一人)（+ 1941年）
- 11月25日 - 武宮敏明、プロ野球選手（+ 2010年）
- 11月27日 - アレクサンデル・ドゥプチェク、チェコスロバキア共産党第一書記（+ 1992年）

### 12月
- 12月1日 - 山本静雄、プロ野球選手（+ 1959年）
- 12月2日 - 谷内六郎、画家（+ 1981年）
- 12月2日 - 道仏訓、プロ野球選手（+ 2005年）
- 12月3日 - 数原洋二、実業家 (+ 2020年)
- 12月4日 - うしおそうじ、漫画家、特撮プロデューサー（+ 2004年）
- 12月4日 - ディアナ・ダービン、女優（+ 2013年）
- 12月14日 - 森正、指揮者 (+ 1987年)
- 12月17日 - おおば比呂司、漫画家（+ 1988年）
- 12月18日 - 山本七平、評論家、聖書学者（+ 1991年）
- 12月18日 - 工藤巌、岩手県知事、衆議院議員、盛岡市長 (+ 1998年)
- 12月20日 - 五味康祐、小説家（+ 1980年）
- 12月21日 - パウル・ファルク、フィギュアスケート選手  (+ 2017年)
- 12月25日 - 宮田輝、NHKアナウンサー・参議院議員（+ 1990年）

## 死去
- 1月7日 - 中原悌二郎、彫刻家（* 1888年）
- 2月4日 - グザヴィエ・メルリ、美術家（* 1845年）
- 2月8日 - クロポトキン、革命家（* 1842年）
- 2月26日 - カール・メンガー、経済学者（* 1840年）
- 3月17日 - ニコライ・ジューコフスキー、物理学者・TsAGI創設者 （* 1847年）
- 3月24日 - デオダ・ド・セヴラック、作曲家（* 1872年）
- 5月4日 - アルフレッド・フリート、平和主義者（* 1864年）
- 6月19日 - 鍋島直大、第11代肥前国佐賀藩藩主（* 1846年）
- 6月27日 - ヒュー・ニコル、メジャーリーガー（* 1858年）
- 7月4日 - アントニー・グラボウスキー、エスペラント運動家・化学技術者（* 1857年）
- 7月12日 - ハリー・ホーカー、パイロット（* 1889年）
- 7月13日 - ガブリエル・リップマン、物理学者（* 1845年）
- 8月2日 - エンリコ・カルーソー、テノール歌手（* 1873年）
- 8月27日 - 渡辺千秋、元宮内大臣（* 1843年）
- 9月17日 - 酒井忠宝、第12代庄内藩主（* 1856年）
- 9月21日 - アマラ、野生児（生年不詳）
- 9月27日 - エンゲルベルト・フンパーディンク、作曲家（* 1854年）
- 9月28日 - 安田善次郎、実業家（* 1838年）
- 9月28日 - パウリーネ・フォン・メッテルニヒ、オーストリア宰相クレメンス・メッテルニヒの孫、ウィーン、パリ社交界の花形（* 1835年）
- 10月2日 - ヴィルヘルム2世、ヴュルテンベルク王国最後の国王（* 1848年）
- 10月18日 - ルートヴィヒ3世、バイエルン王国最後の国王（* 1845年）
- 10月23日 - ジョン・ボイド・ダンロップ、空気入りタイヤ開発者・ダンロップ社創業者（* 1840年）
- 10月25日 - バット・マスターソン、アメリカ合衆国西部開拓時代のガンマン・保安官（* 1856年）
- 11月4日 - 原敬[6]、第19代内閣総理大臣（* 1856年）
- 11月4日 - リーヴァイ・メイエール、メジャーリーガー（* 1849年）
- 11月12日 - フェルナン・クノップフ、画家（* 1858年）
- 11月15日 - ジェームズ・ヘンリー・ジョンソン、フィギュアスケート選手（* 1874年）
- 11月18日 - ミハ・ビン・ゴリオン、ヘブライ語詩人・哲学者（* 1865年）
- 12月12日 - ヘンリエッタ・スワン・リービット、天文学者（* 1868年）
- 12月16日 - カミーユ・サン＝サーンス、作曲家、オルガニスト（* 1835年）
- 12月20日 - ユリウス・リヒャルト・ペトリ、細菌学者（* 1852年）
- 12月25日 - ハンス・フーバー、作曲家（* 1852年）
- 12月29日 - 林有造、明治期の逓信大臣・農商務大臣（* 1842年）

## ノーベル賞
- 物理学賞 - アルベルト・アインシュタイン
- 化学賞 - フレデリック・ソディ
- 生理学・医学賞 - 該当者なし
- 文学賞 - アナトール・フランス
- 平和賞 - カール・ヤルマール・ブランティング